# Autonomia de Alash
A Autonomia de Alash (em cazaque: Алаш Автономиясы; romaniz.: Alaş avtonomiyasy) foi um Estado não reconhecido que existiu de 13 de dezembro de 1917 a 17 de agosto de 1920, que abrangia o atual Cazaquistão e parte da Rússia. Sua capital era a cidade de Semey, chamada então Alash-qala.
A Alash Orda, o partido fundador e governante da Autonomia, era alinhada com o Exército Branco e lutava contra os bolcheviques. Em 1919, quando o governo autónomo foi deposto pelas forças do Exército Branco, os líderes Alash procuraram aliar-se aos bolcheviques. Em 1919–1920 os bolcheviques derrotaram os brancos na região e ocuparam o Cazaquistão. Em 26 de agosto de 1920, o governo soviético estabeleceu a República Socialista Soviética Autónoma Quirguize, que em 1925 mudou o nome para República Autónoma Socialista Soviética Cazaque e em 1936 para República Socialista Soviética Cazaque.